# Eselsperlen
Eselsperlen oder khar-moreh sind kleine Tonkugeln, die im Orient als Glücksbringer Eseln und Pferden ins Zaumzeug und die Mähne geflochten werden.
Die türkisblaue Glasur der klassischen Eselsperlen in Persien blieb lange ein Geheimnis der Töpfer und hat ihren Ursprung in der ägyptischen Fayence mit gesintertem Quarz. Sie entsteht durch Zementation während des Erhitzens in einer Einbettmasse aus Soda, Quarz, Kalkspat und Kupferchlorid oder Kupferkarbonat. Darüber hinaus weisen sie einen Bezug zur ägyptischen Glasherstellung im Töpferviertel von al-Fustat in Alt-Kairo zur Zeit der Fatimiden auf.
Heute werden Eselsperlen zur Schmuckherstellung verwendet.